# Jeremías Caggiano
Jeremías Emanuel Caggiano (Mar del Plata, 15 de março de 1983) é um futebolista argentino que atua no Londrina. Atua como atacante.